# 吕刻昂

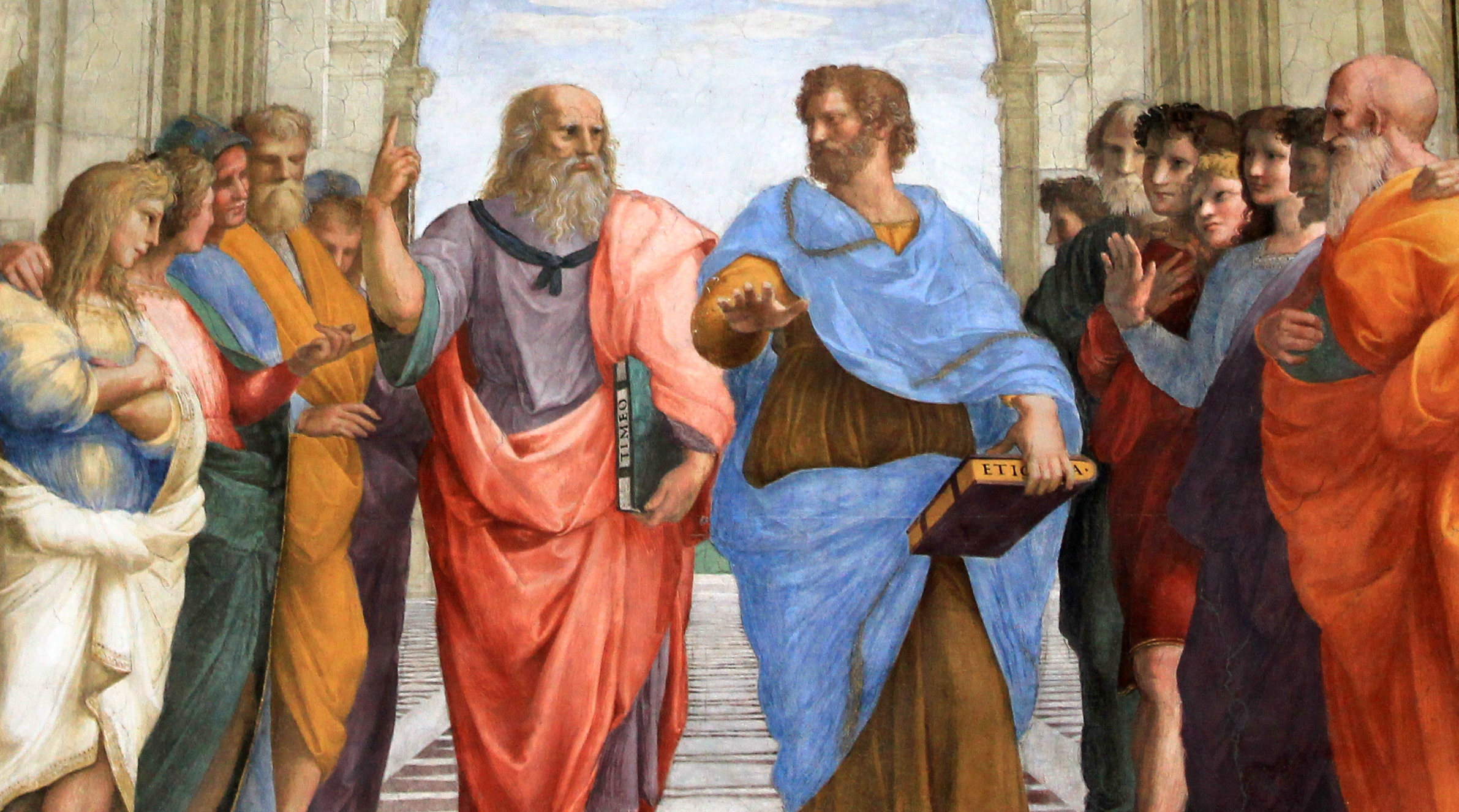
绘画《雅典学园》（局部）

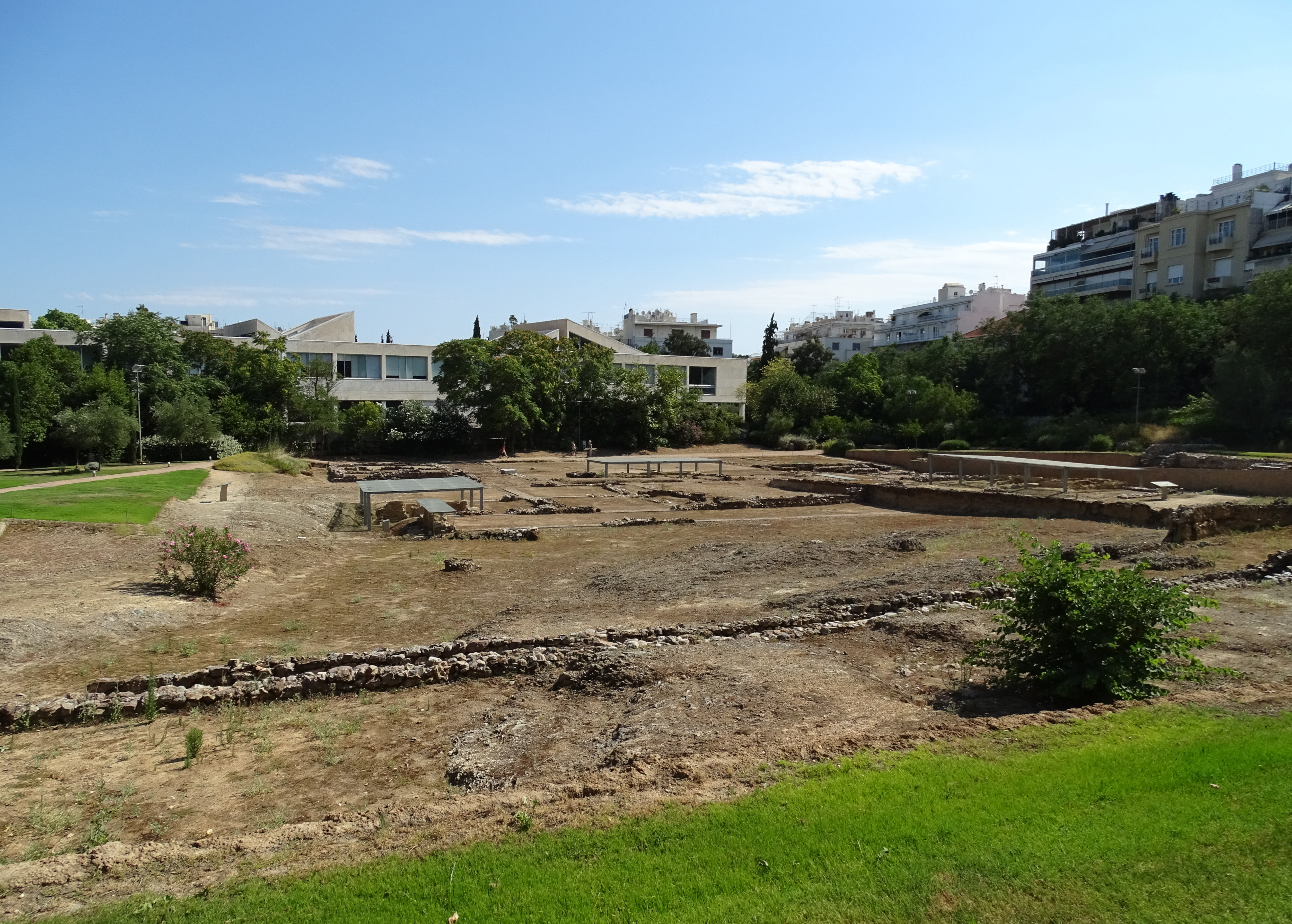
雅典吕刻昂遺址

吕刻昂（英語：Lyceum）公元前335年亚里斯多德建立的雅典学园，位于祭祀阿波罗·呂刻昂的树林中。林荫遮盖的环绕学园的小路即“逍遥徑”。亚里斯多德大部分存世著作包括了他在此讲学的笔记，由其学生整理编辑成集。

## 後世影響
在罗曼语系国家如意大利，法国，西班牙和拉美，吕刻昂的同源词是高中或中学的意思。

## 參看
- 逍遙學派
- 柏拉圖學院